# Елгава 94 (фильм)
Елгава 94 (латыш. Jelgava 94) — фильм 2019 года режиссера Яниса Абеле. Фильм снят по мотивам одноимённого романа Яниса Йоневса 2013 года. Премьера фильма состоялась 17 сентября 2019 года в Елгавском культурном доме. Натурные съемки проходили в Елгаве. Фильм снят на латышском языке. Главную роль в фильме сыграл Бруно Битениекс. Фильм снят на студии Юриса Подниекса при поддержке Национального киноцентра. Распространитель фильма в Латвии — UzKino.
Сюжет фильма разворачивается в тихом провинциальном городке Елгава в 1994 году. Главный герой фильма подросток Янис, лучший ученик класса, проходит этапы взросления. По сюжету Янис знакомится с субкультурой металлистов.
Режиссер фильма — Янис Абеле, автор сценария — Матисс Грицманис, оператор — Айгар Сермукшс, художник — Айвар Жуковскис, продюсер — Антра Цилинска.
Фильм «Елгава 94» получил девять номинаций Большого Кристапа, из которых стал лауреатом четырёх: лучший режиссёр, лучшая актриса второго плана, лучший художник по костюмам и лучший гриммер.